# 아가일 뷰트

아가일 뷰트

아가일 뷰트(영어: Argyll and Bute, 스코트어: Argyll an Bute, 스코틀랜드 게일어: Earra-Ghaidheal agus Bòd 에러게얼 아커스 포트 [ɛrˠəˈɣɛːəlˠ̪ akəs̪ pɔːtʲ])는 스코틀랜드의 의회 구역으로 행정 중심지는 로크길프헤드이며 면적은 6,909km2, 인구는 88,000명(2010년 기준), 인구 밀도는 13명/km2이다. 하일랜드, 퍼스 킨로스, 스털링, 웨스트던바턴셔와 접한다.